# Moeros
Moeros là một chi bướm ngày thuộc họ Bướm nâu.